# 22-га фольксгренадерська дивізія (Третій Рейх)
22-га фольксгренадерська диві́зія (нім. 22. Volks-Grenadier-Division) — піхотна дивізія Вермахту часів Другої світової війни.

## Райони бойових дій
- Балкани та Австрія (березень — травень 1945).

## Командування

### Командири дивізії
- генерал-лейтенант Гельмут Фрібе (нім. Helmut Friebe) (березень — 15 квітня 1945);
- генерал-лейтенант Гергард Кюне (нім. Gerhard Kühne) (15 квітня — 8 травня 1945).